# 黃大齡
黃大齡（?—?），福建省晉江縣人，清朝政治人物。
黃大齡為嘉慶六年（1801年）辛酉恩科進士。嘉慶十七年（1812年），任臺灣府儒學教授。同年底調任福建汀州府學教授。